# Stactobia nalin
Stactobia nalin är en nattsländeart som beskrevs av Schmid 1983. Stactobia nalin ingår i släktet Stactobia och familjen smånattsländor. Inga underarter finns listade i Catalogue of Life.